# Relativitate (Star Trek: Voyager)
„Relativitate” (titlu original: „Relativity”) este al 24-lea episod din al cincilea sezon al serialului TV american științifico-fantastic Star Trek: Voyager și al 118-lea în total. A avut premiera la 12 mai 1999 pe canalul UPN.

## Prezentare
Căpitanul Braxton o recrutează pe Seven of Nine pentru a împiedica sabotarea navei Voyager.

## Actori ocazionali
- Bruce McGill - Captain Braxton
- Dakin Matthews - Admiral Patterson
- Jay Karnes - Lt. Ducane
- Josh Clark - Lt. Joe Carey
- Tarik Ergin - Lt. Ayala (uncredited)[3]

## Vezi și
- Episoade din Star Trek cu călătorii în timp
- 1999 în științifico-fantastic